# Tilloy-lez-Cambrai
Tilloy-lez-Cambrai ist eine französische Gemeinde im Département Nord in der Region Hauts-de-France. Sie gehört zum Kanton Cambrai im Arrondissement Cambrai. Die Bewohner nennen sich Tilloysiens.

## Lage
Die Gemeinde Tilloy-lez-Cambrai liegt drei Kilometer nordwestlich der Innenstadt von Cambrai. Sie grenzt im Norden an Blécourt, im Nordosten an Ramillies, im Osten an Cambrai, im Süden an Neuville-Saint-Rémy, im Südwesten an Raillencourt-Sainte-Olle und im Westen an Sancourt. Durch das Gemeindegebiet führt die Autoroute A2.

## Geschichte
Das Dorf existierte schon um das Jahr 640 unter dem Namen Tilletum. Aus dem 11./12. Jahrhundert stammen Erwähnungen als Tiletum und Tiliodium.

## Bevölkerungsentwicklung
| Jahr                       | 1962 | 1968 | 1975 | 1982 | 1990 | 1999 | 2006 | 2013 | 2021 |
| Einwohner                  | 383  | 402  | 446  | 552  | 583  | 670  | 618  | 543  | 696  |
| Quellen: Cassini und INSEE |      |      |      |      |      |      |      |      |      |

## Sehenswürdigkeiten
- Taubenturm, erbaut 1724
- kanadischer Soldatenfriedhof
- Windmühle
- Wasserturm

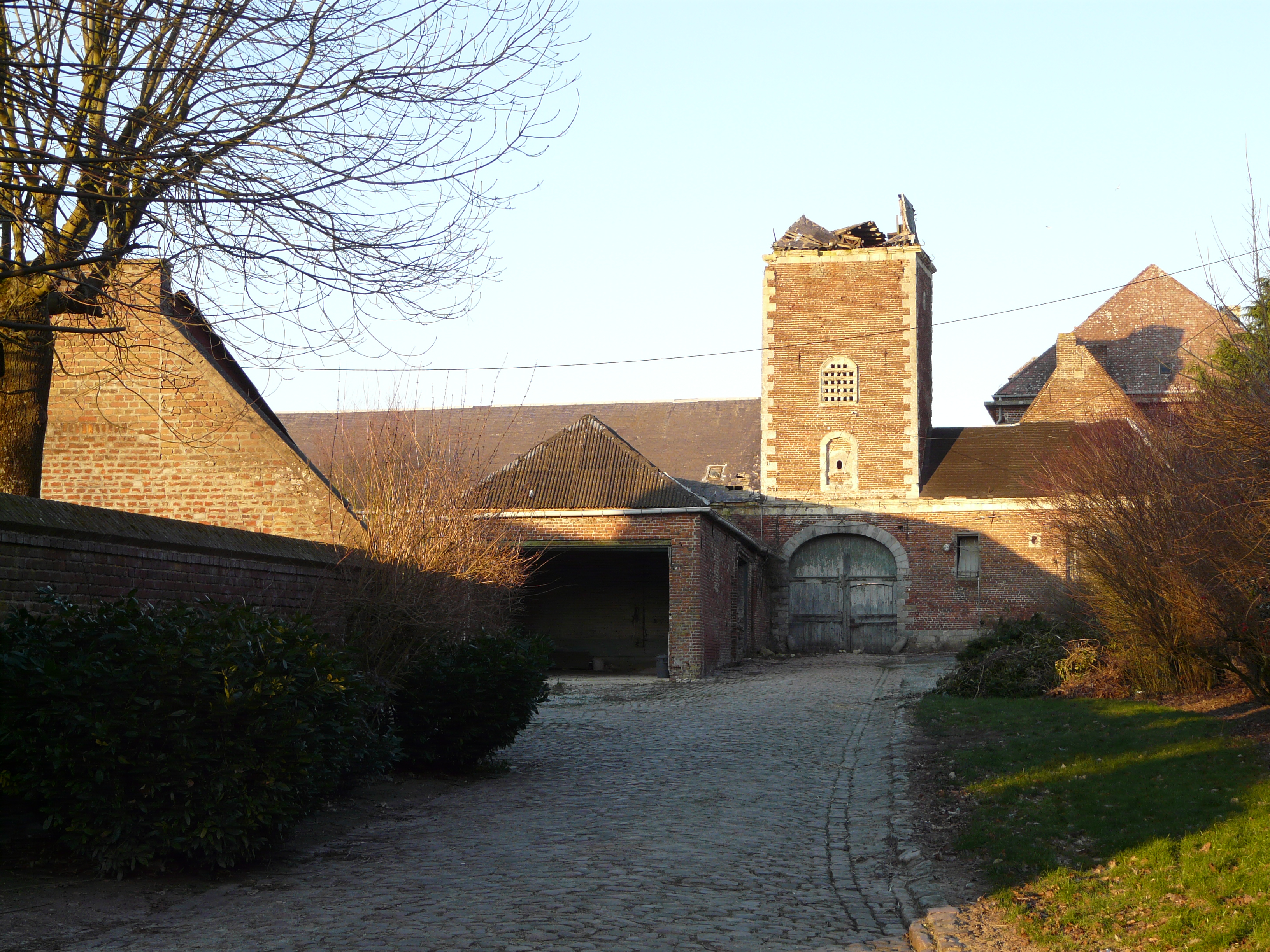
Taubenturm
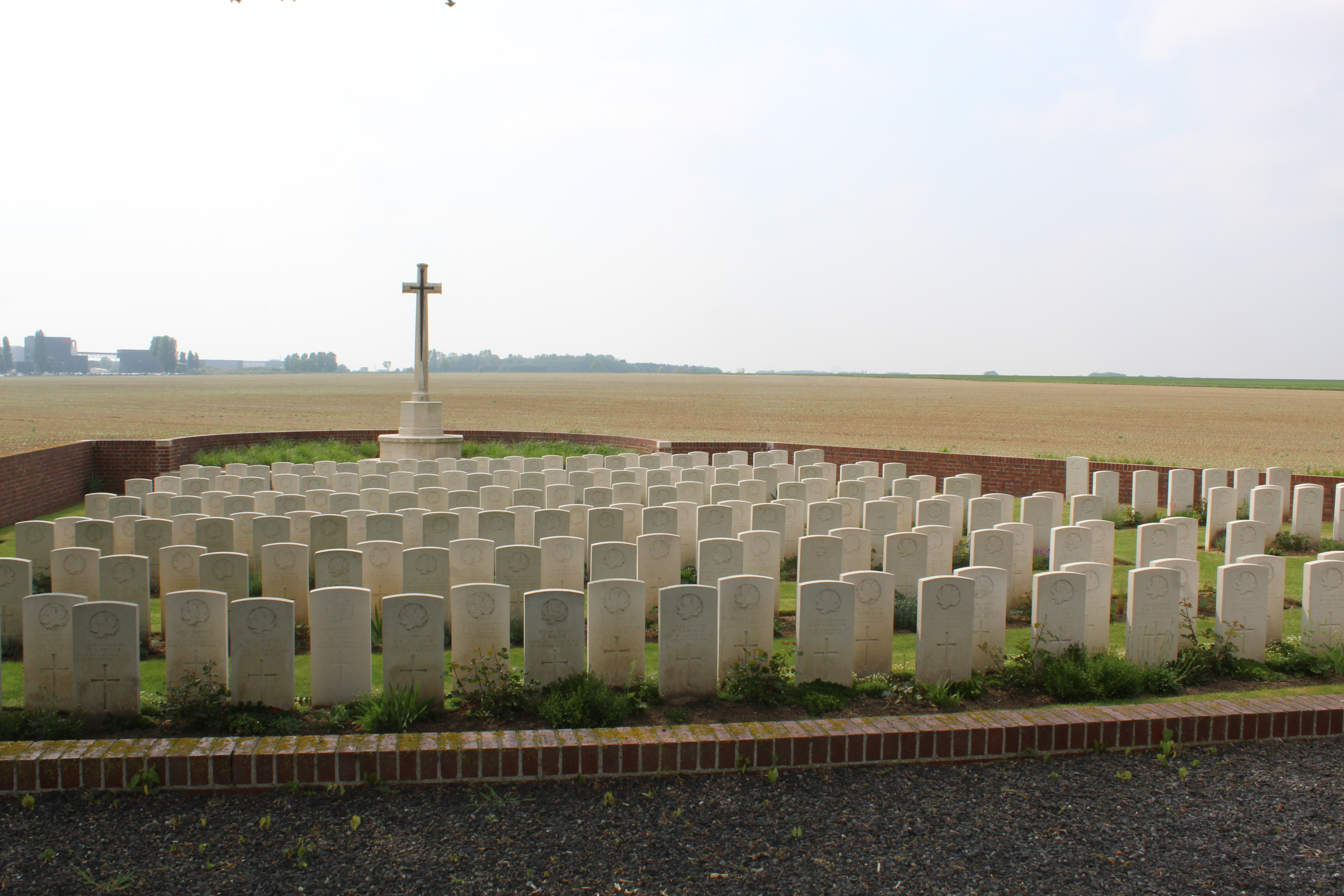
Kanadischer Soldatenfriedhof